# Ромбалди (Падова)
Ромбалди је насеље у Италији у округу Падова, региону Венето.
Према процени из 2011. у насељу је живело 219 становника. Насеље се налази на надморској висини од 12 м.